# Mathopen
Mathopen est un village de Norvège dans le comté de Vestland.
Sa population est de 1 749 habitants. Une base militaire se trouve sur le territoire de la commune.